# Skjørring
Skjørring er en landsby i Østjylland med 277 indbyggere  (2024). Skjørring er beliggende tre kilometer nord for Galten og 21 kilometer vest for Aarhus. Byen hører til Skanderborg Kommune og er beliggende i Region Midtjylland.
Landsbyen hører til Skjørring Sogn, og Skjørring Kirke ligger i byen.